# Jesper Hansen (ciclista)
Jesper Hansen (Copenaghen, 23 ottobre 1990) è un ex ciclista su strada danese, attivo in formazioni UCI dal 2009 al 2021.
Passista-scalatore, nel 2015 ha vinto la terza tappa e la classifica finale del Tour of Norway.

## Palmarès
- 2015 (Tinkoff-Saxo, due vittorie)

3ª tappa Tour of Norway (Skien > Rjukan)
Classifica generale Tour of Norway

### Altri successi
- 2016 (Tinkoff-Saxo)

5ª tappa Giro di Croazia (Parenzo > Umago, cronosquadre)

## Piazzamenti

### Grandi Giri
- Giro d'Italia

2017: 32º
2020: 44º
- Tour de France

2018: 56º
- Vuelta a España

2015: 52º
2017: ritirato (8ª tappa)
2019: ritirato (15ª tappa)

### Classiche monumento
- Parigi-Roubaix

2014: ritirato
- Giro di Lombardia

2015: ritirato
2016: ritirato
2019: 75º
2020: 34º

### Competizioni mondiali
- Campionati del mondo

Copenaghen 2011 - In linea Under-23: 62º
Toscana 2013 - Cronosquadre: 27º
Innsbruck 2018 - In linea Elite: ritirato
Imola 2020 - In linea Elite: ritirato